# Odontostilbe dialeptura
Odontostilbe dialeptura är en fiskart som först beskrevs av Fink och Weitzman, 1974.  Odontostilbe dialeptura ingår i släktet Odontostilbe och familjen Characidae. Inga underarter finns listade i Catalogue of Life.